# 光山県
光山県（こうざん-けん）は中華人民共和国河南省信陽市に位置する県。

## 行政区画
- 街道:弦山街道、紫水街道
- 鎮:十里鎮、寨河鎮、孫鉄鋪鎮、馬畈鎮、潑陂河鎮、白雀園鎮、磚橋鎮
- 郷:仙居郷、北向店郷、羅陳郷、殷棚郷、南向店郷、晏河郷、涼亭郷、斛山郷、槐店郷、文殊郷